# Gröndals kyrka
Gröndals kyrka är en kyrka inom Hägerstens församling i Stockholms stift. Byggnaden är uppförd i rödbrunt tegel och ligger mitt i Gröndal med adress Gröndalsvägen 61, hörnet Lövholmsvägen. Byggnaden grönmärktes av Stadsmuseet i Stockholm vilket innebär ”att bebyggelsen har ett högt kulturhistoriskt värde och är särskilt värdefull från historisk, kulturhistorisk, miljömässig eller konstnärlig synpunkt”.

## Kyrkobyggnaden
Kyrkan invigdes 1969 och ritades av arkitekterna Backström & Reinius. Byggnaden består av tre plan som rymmer kyrksal, konfirmandrum, ungdomslokaler, sammanträdeslokaler med mera. Byggnaden ligger i souterräng och har entré till kyrksalen från södra sidan. Genom en entré i norr når man kontor och samlingssalar som ligger våningen under kyrksalen. Ännu en våning under finns ungdomslokalerna som ligger helt under jord. Bakom kyrkan står en klockstapel med klocka.
Kyrksalen är orienterad i öst-västlig riktning med koret i öster. Golvet är belagt med bokparkett som inte är ursprunglig. I koret är golvet upphöjt två trappsteg jämfört med övriga kyrkrummet.

## Inventarier
- Altaret är tillverkat av bokträ.
- Vid norra väggen finns en kororgel av bokträ.

## Bilder

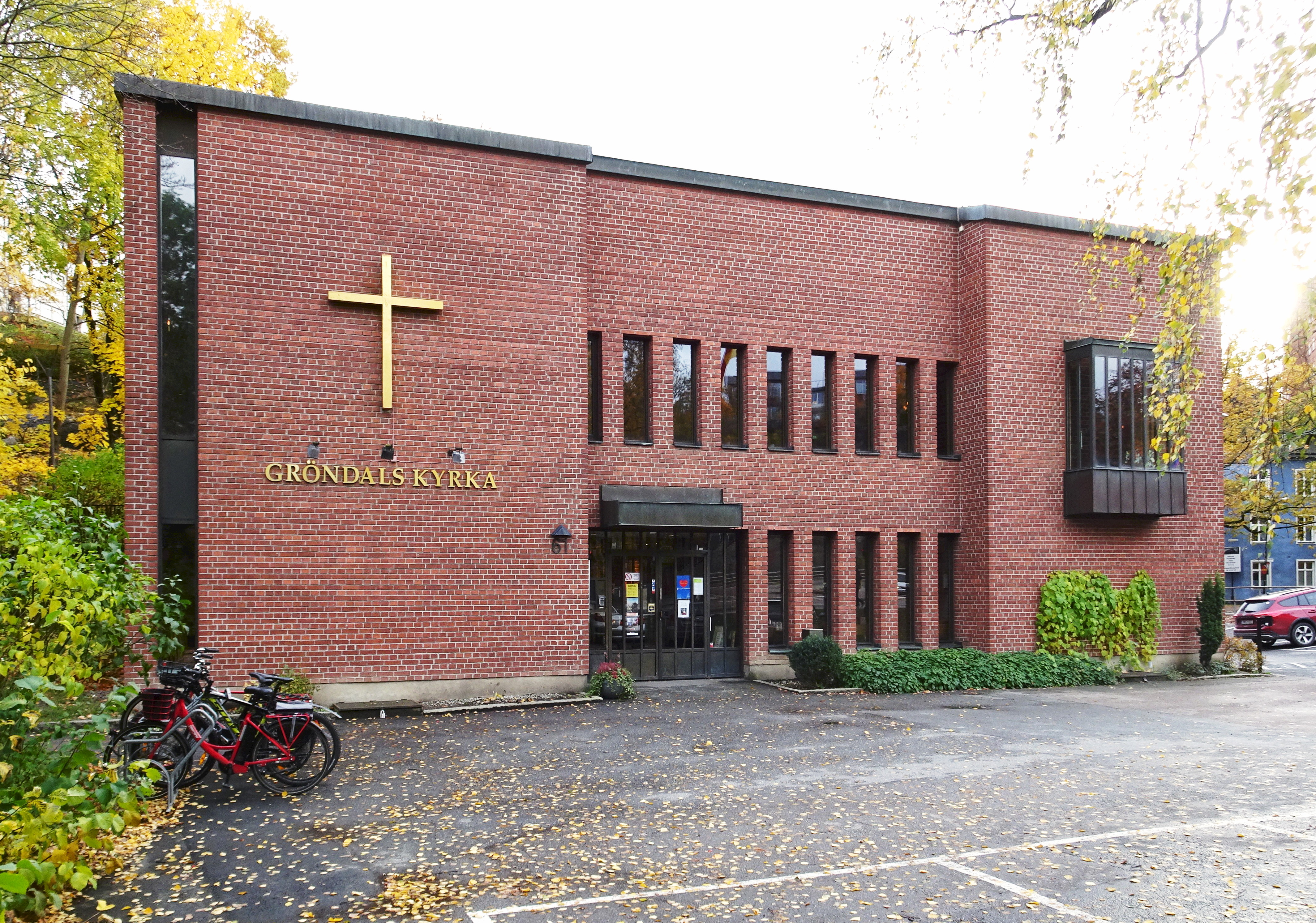
Fasad mot norr.
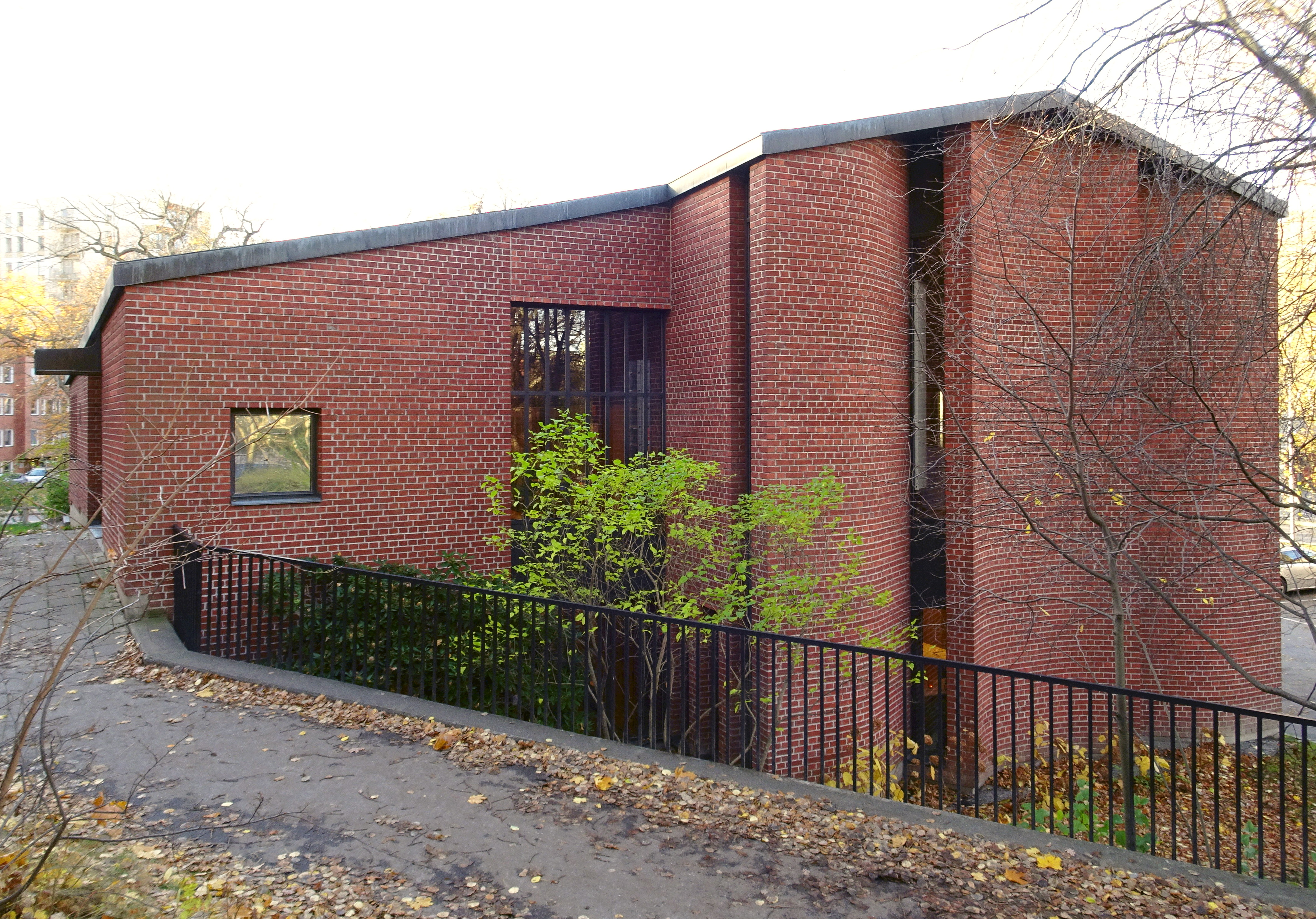
Fasad mot öster.
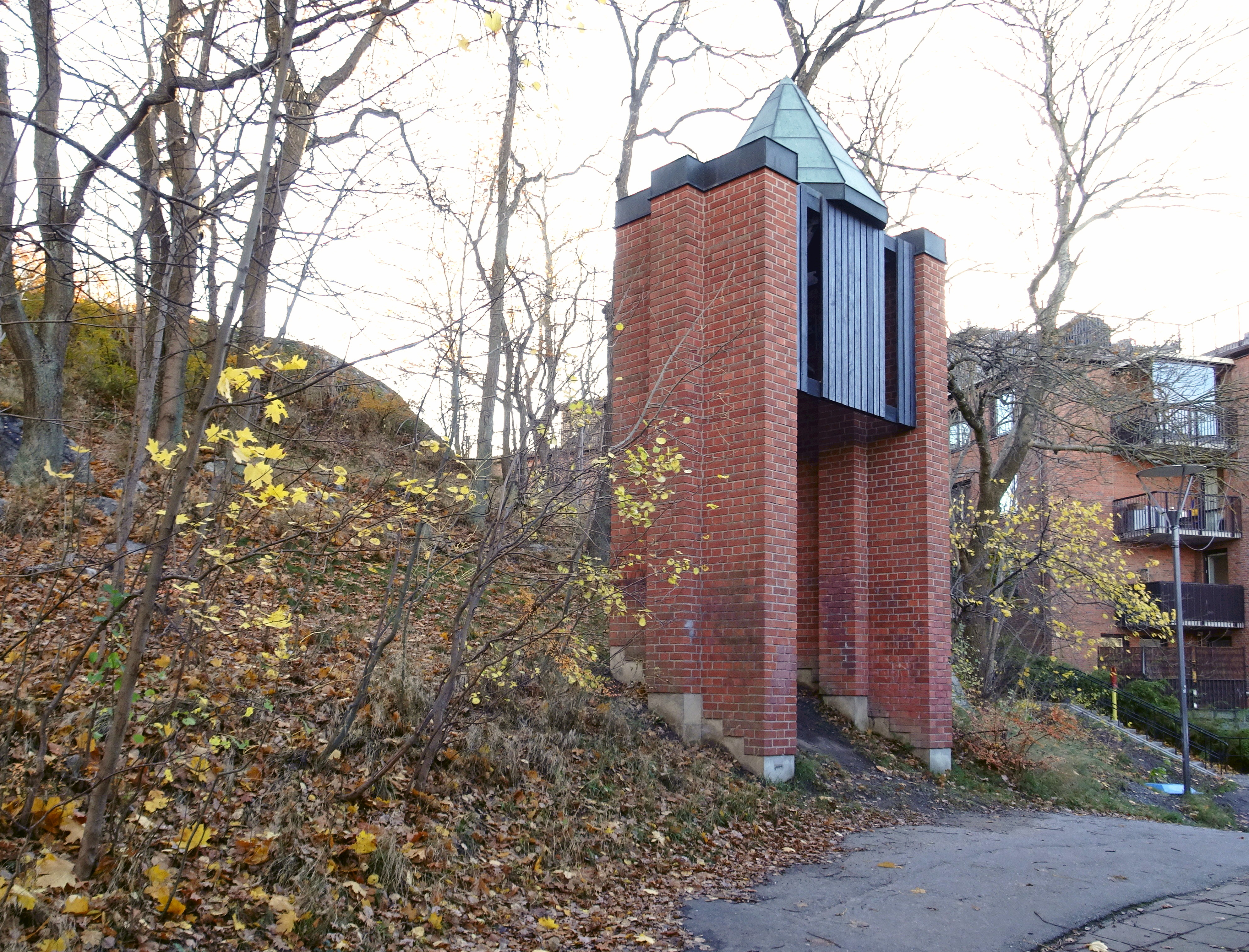
Klockstapeln.
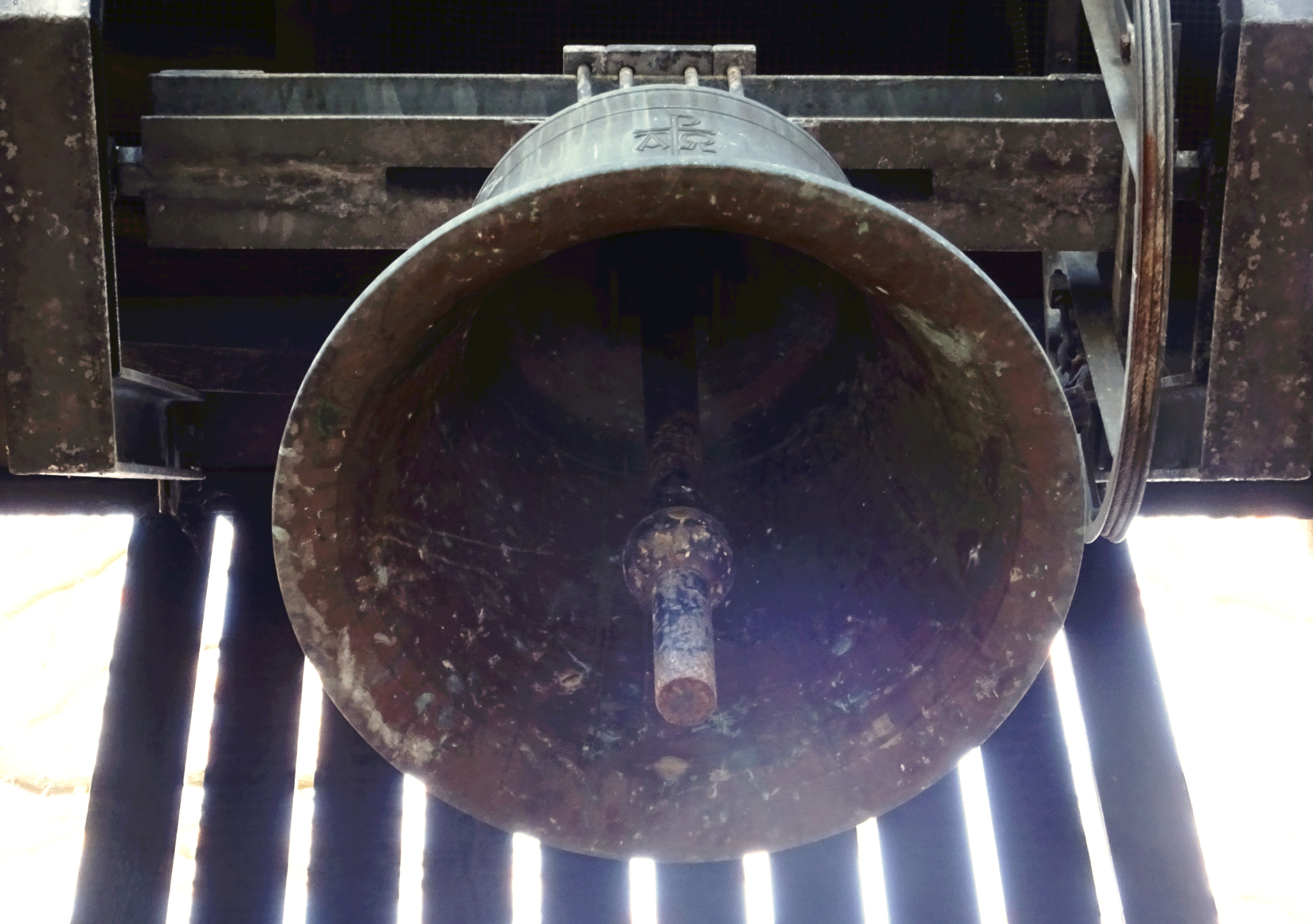
Klockan.
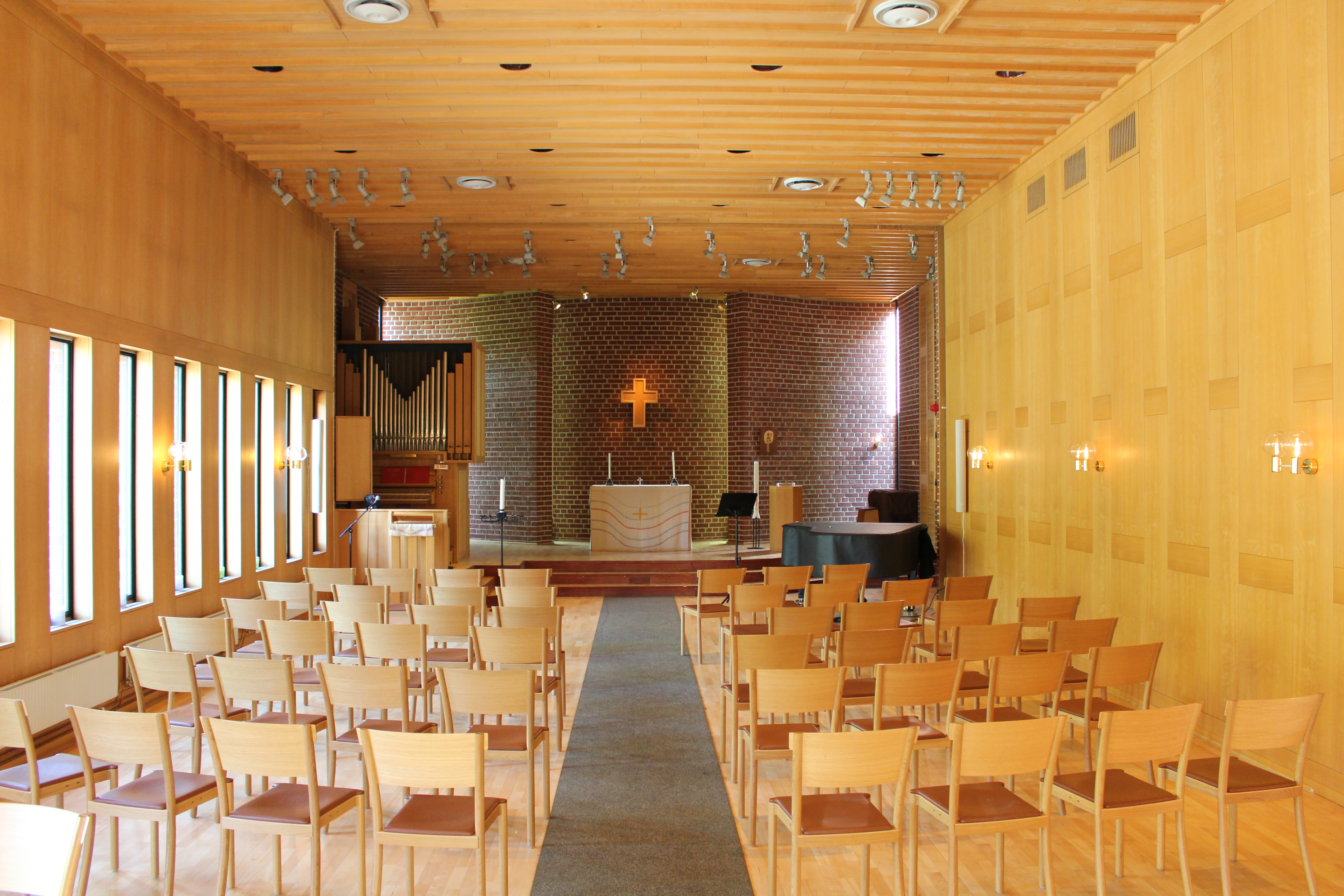
Kyrkorum.
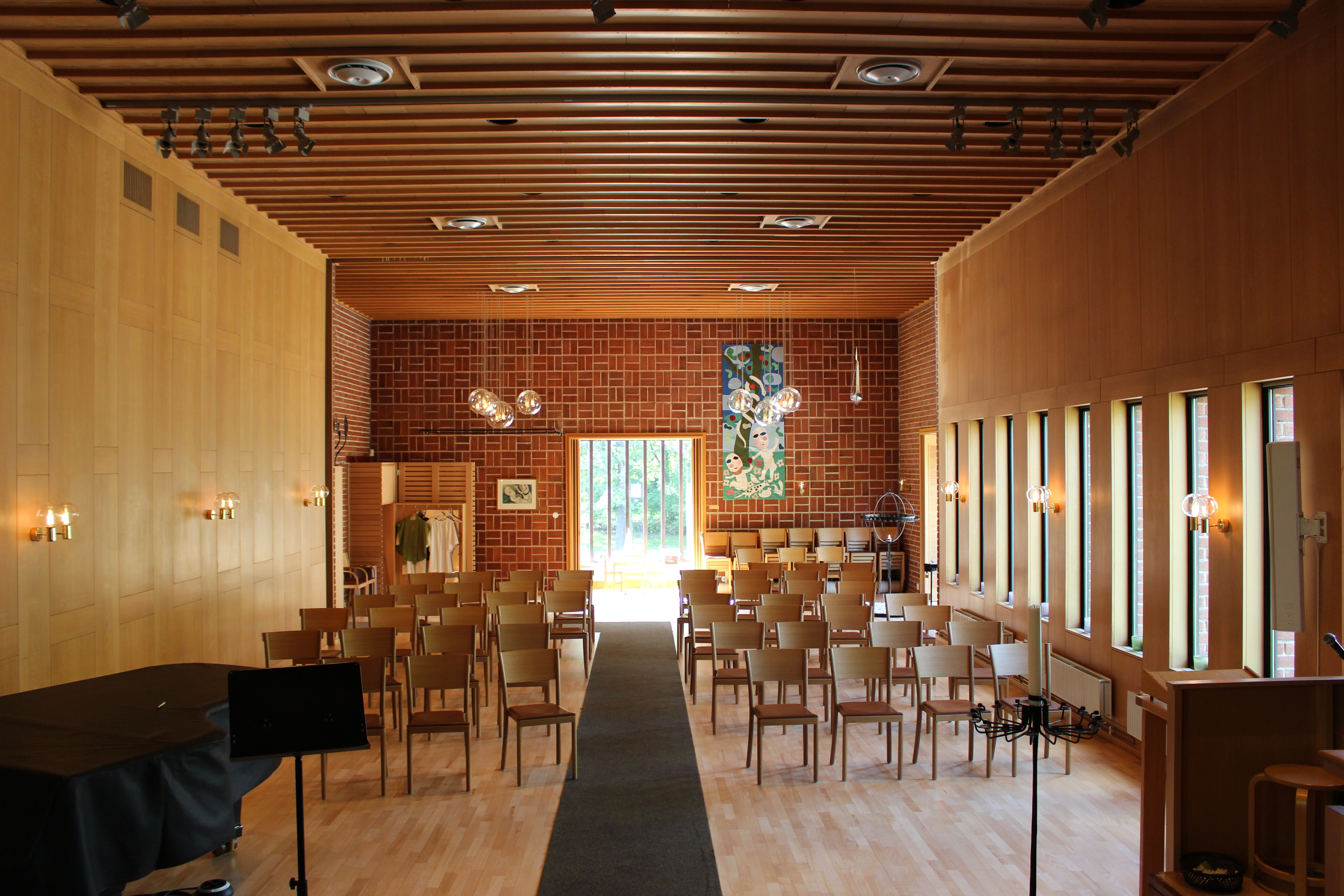
Kyrkorum.
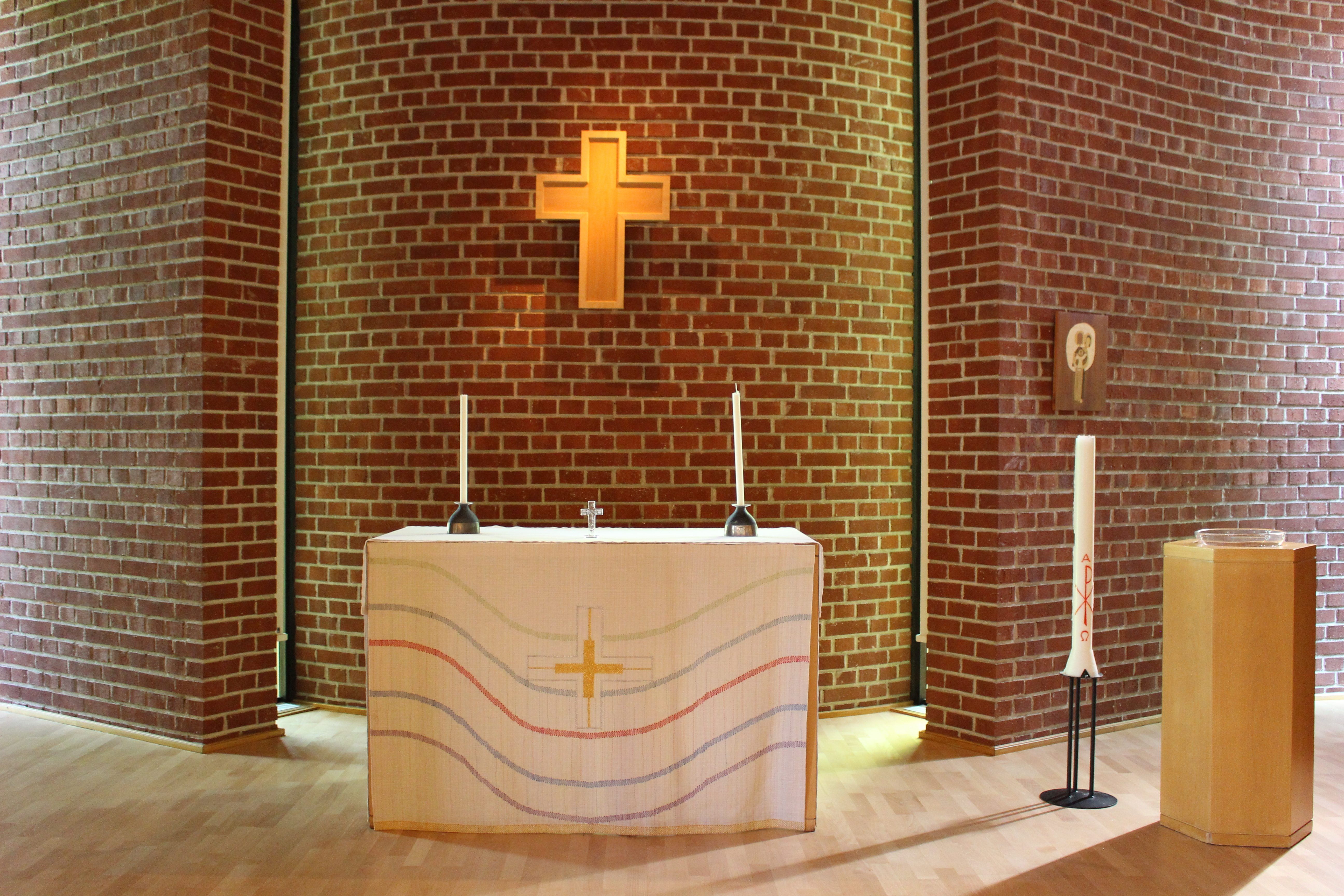
Koret.